# 살인 발라드
살인 발라드(영어: murder ballad)는 전통 발라드의 한 서브장르다. 살인사건, 또는 기타 끔찍한 죽음의 서사를 가사로 노래한다. 시점은 다양하여, 살인자의 1인칭 시점에서 노래하는 곡도 있고, 살인자를 동정적인 시각으로 묘사하는 곡도 있다. 또는 죽어가는 피해자의 시점의 곡도 있다.
살인 발라드는 전통 발라드에서 유의미한 비중을 차지하고 있으며, 그 기원은 전근대 스칸디나비아 또는 잉글랜드, 저지 스코틀랜드로 생각된다. 이 당시 살인 발라드는 살인자가 거의 반드시 죽음으로 대가를 치르며, 대개 피해자의 가족에게 보복을 당해서 그렇게 된다. 보복에 초자연적 요소가 개입되기도 한다.
미국에서의 살인 발라드는 구세계 살인 발라드에서 초자연적 보복 요소들이 제거된 수정곡으로서 시작되었다. 여기에 노예들이 가지고 온 아프리카 음악 전통, 서부 무법지대의 범죄자 무용담 같은 것들과 혼합이 이루어졌다.